# Urostrophus
Urostrophus — рід ігуаноподібних ящірок родини Leiosauridae. Представники цього роду мешкають в Південній Америці.

## Види
Рід Urostrophus нараховує 6 видів:
- Urostrophus chungarae Carvalho, Laspiur, Klaczko, Rivas, Rodrigues, Sena & Céspedes, 2023
- Urostrophus gallardoi Etheridge & Williams, 1991
- Urostrophus grilli (Boulenger, 1891)
- Urostrophus longicauda (Boulenger, 1891)
- Urostrophus undulatus (Wiegmann, 1834)
- Urostrophus vautieri Duméril & Bibron, 1837

## Етимологія
Наукова назва роду Urostrophus походить від сполучення слів дав.-гр. ουρα — хвіст і στροφος — скручений.